# Audrey Layne Jeffers
Audrey Layne Jeffers (ur. 12 lutego 1898, zm. 24 czerwca 1968) – trynidadzka działaczka polityczna, społecznik, pierwsza kobieta w Radzie Legislacyjnej Trynidad i Tobago (Legislative Council of Trinidad and Tobago).